# Hirtella sprucei
Hirtella sprucei är en tvåhjärtbladig växtart som beskrevs av Joseph Dalton Hooker och George Bentham. Hirtella sprucei ingår i släktet Hirtella och familjen Chrysobalanaceae. Inga underarter finns listade i Catalogue of Life.